# Présentevillers
Présentevillers är en kommun i departementet Doubs i regionen Bourgogne-Franche-Comté i östra Frankrike. Kommunen ligger i kantonen Montbéliard-Ouest som tillhör arrondissementet Montbéliard. År 2022 hade Présentevillers 468 invånare.

## Befolkningsutveckling
Antalet invånare i kommunen Présentevillers
Referens:INSEE